# Sieghartskirchen
Sieghartskirchen is een gemeente in de Oostenrijkse deelstaat Neder-Oostenrijk, gelegen in het district Tulln (TU). De gemeente heeft ongeveer 6700 inwoners.

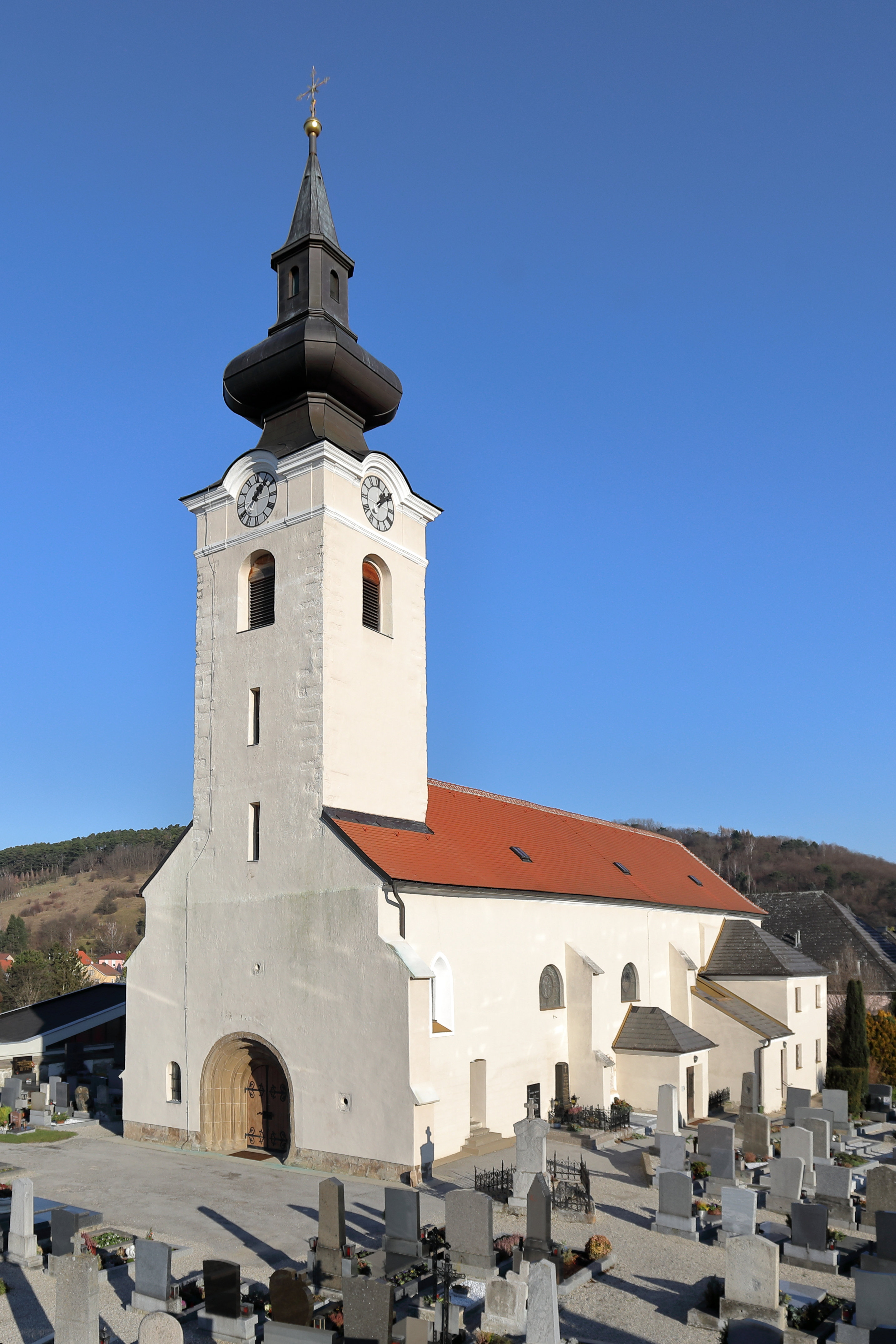
Rooms-Katholieke parochiekerk van St. Margaretha in Sieghartskirchen
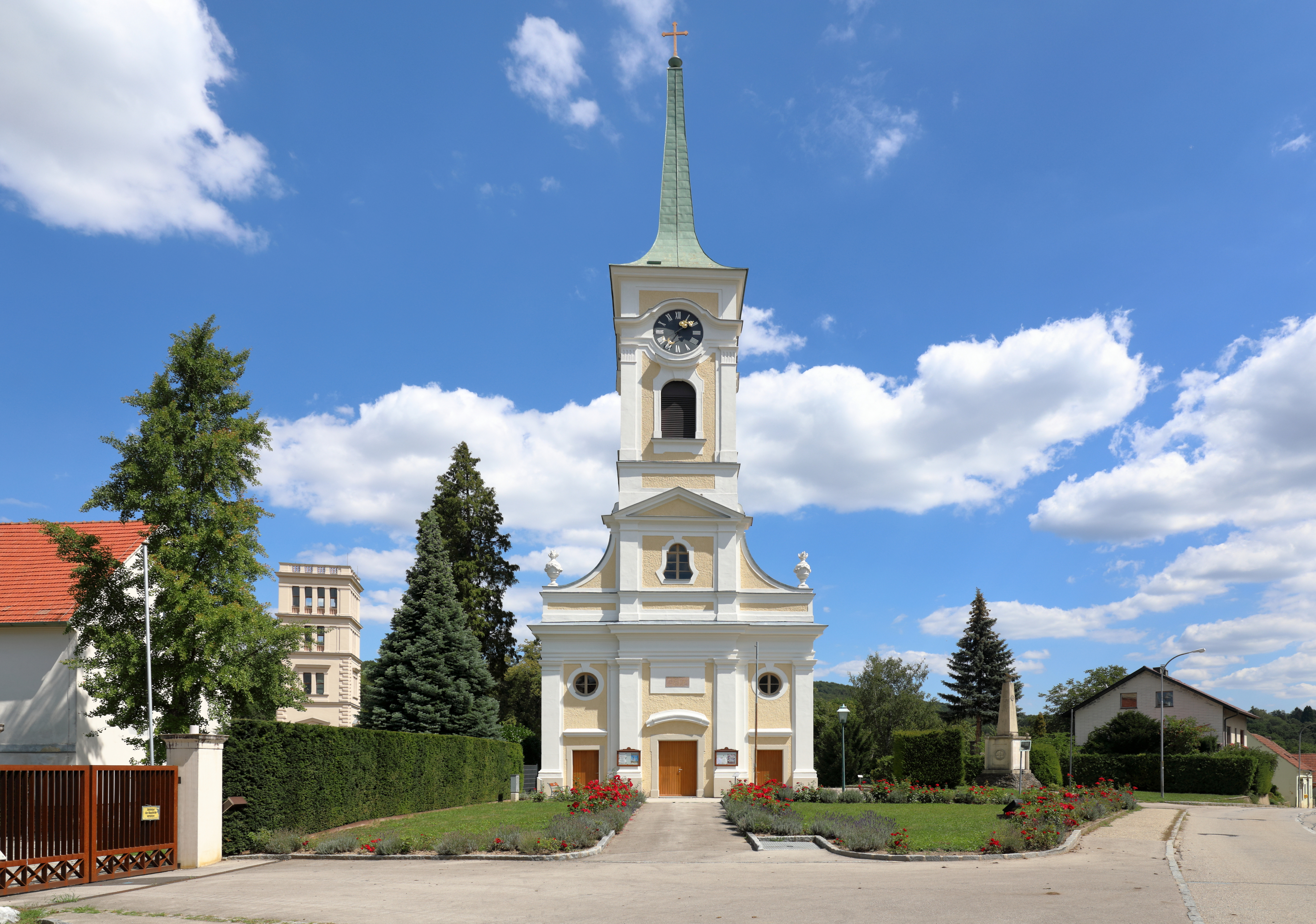
Rooms-Katholieke parochiekerk van St. Georg in Rappoltenkirchen
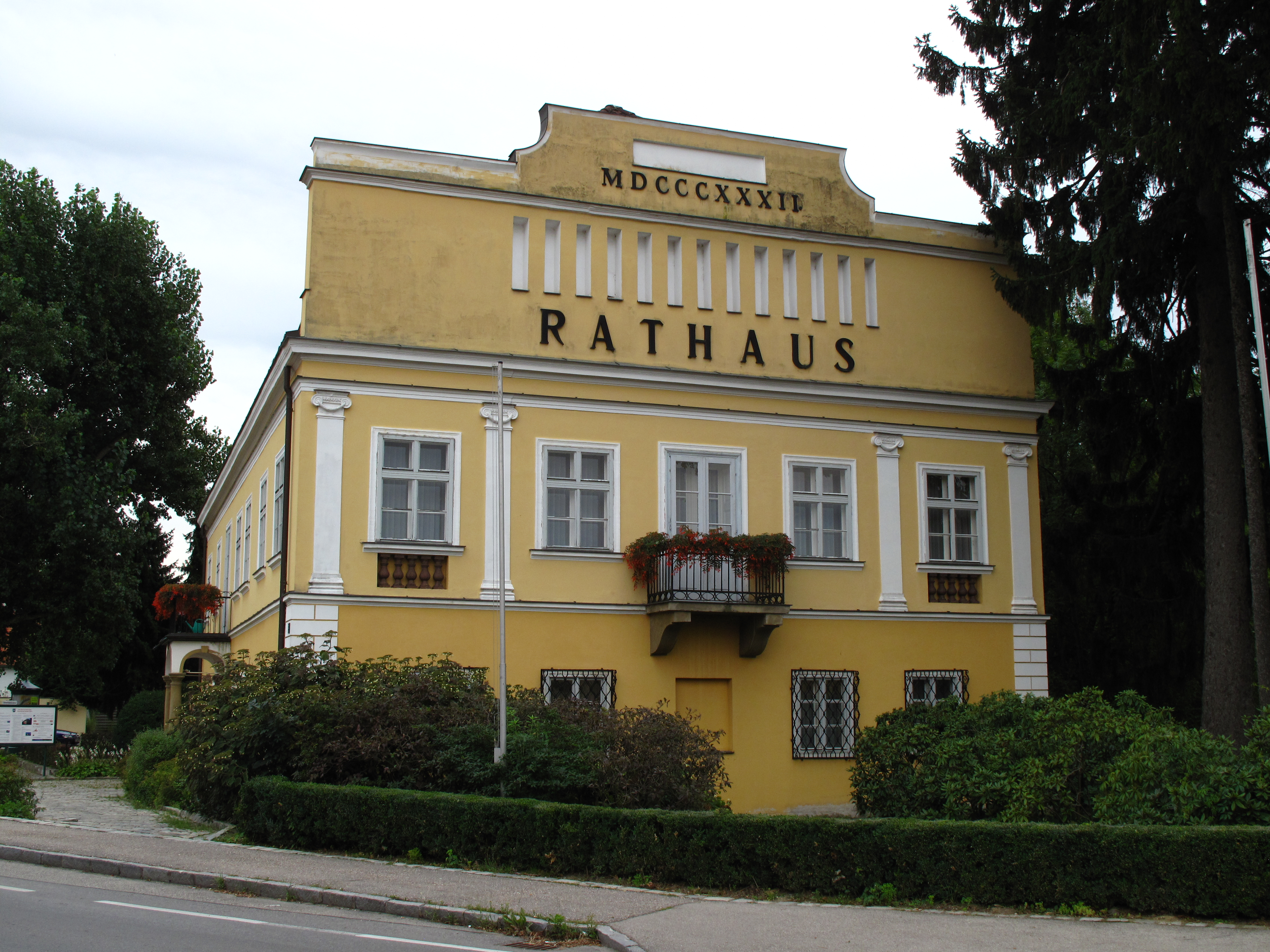
Raadhuis

## Geografie
Sieghartskirchen heeft een oppervlakte van 61,59 km². Het ligt in het noordoosten van het land, ten noordwesten van de hoofdstad Wenen.
Absdorf · Atzenbrugg · Fels am Wagram · Grafenwörth · Großriedenthal · Großweikersdorf · Judenau-Baumgarten · Kirchberg am Wagram · Königsbrunn am Wagram · Königstetten · Langenrohr · Michelhausen · Muckendorf-Wipfing · Sieghartskirchen · Sitzenberg-Reidling · Sankt Andrä-Wördern · Tulbing · Tulln an der Donau · Würmla · Zeiselmauer-Wolfpassing · Zwentendorf an der Donau
- Bibliothèque nationale de France: cb12323071m (data)
- Gemeinsame Normdatei: 4054891-0
- Library of Congress Control Number: n88253563
- MusicBrainz: c5453172-4235-4eb9-a153-83ed6c6ee846
- Nationale Bibliotheek van Israël: 987007564916105171
- Virtual International Authority File: 139667786
- WorldCat: E39PBJdcytmkqwfrdDcThwmjmd